# Rodovia Fernão Dias

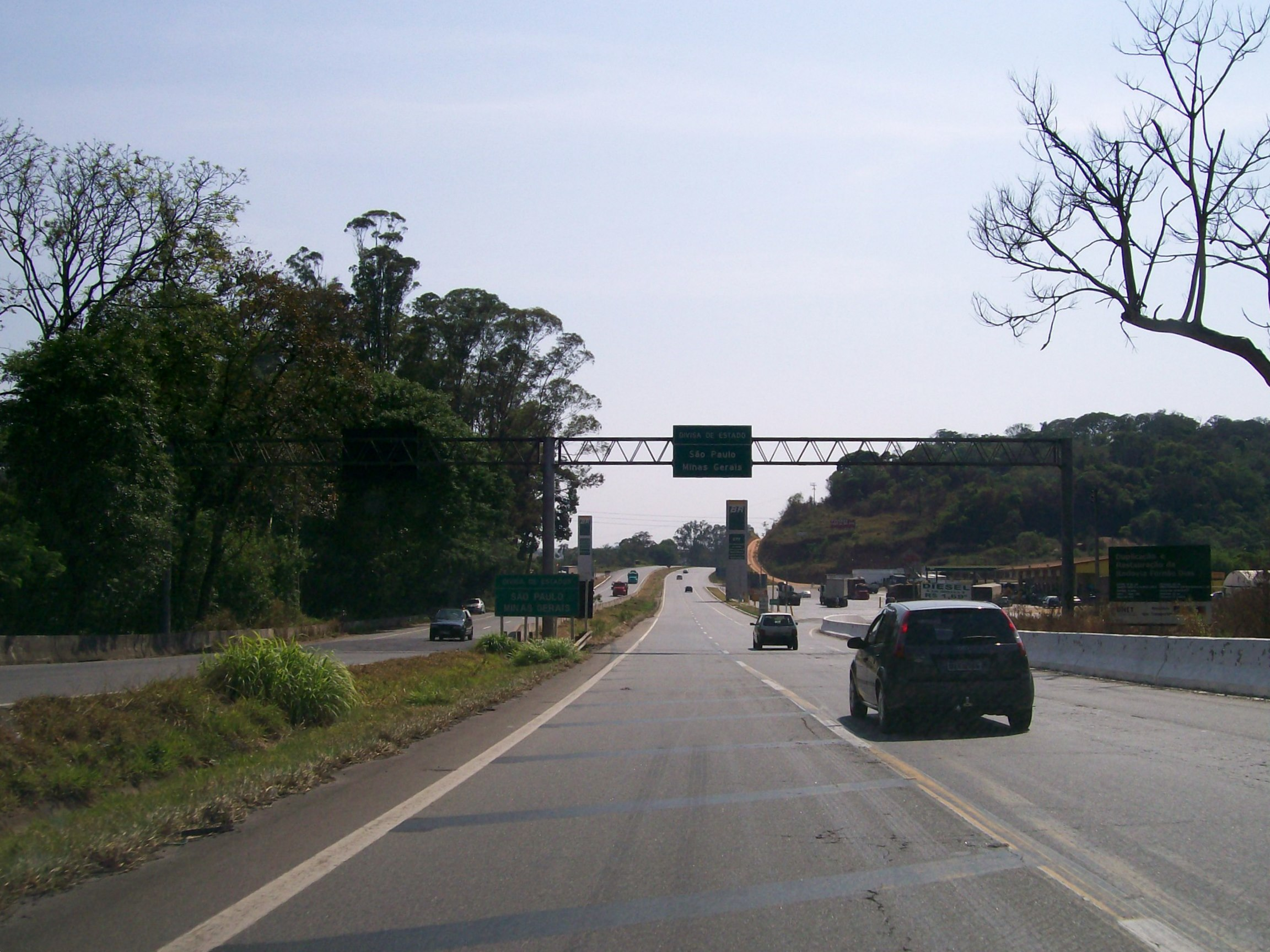
La Rodovia Fernão Dias

La Rodovia Fernão Dias est le nom que reçoit la BR-381 sur le tronçon qui relie trois régions métropolitaines brésiliennes : le Grand São Paulo, le Grand Belo Horizonte et le Vale do Aço. L'autoroute est nommé d'après l'explorateur et pionnier du XVIIe siècle, Fernão Dias Pais .Le passage de São Paulo par Belo Horizonte a été inauguré par le président Juscelino Kubitschek en 1959.